# ハイイロヒレアシシギ
ハイイロヒレアシシギ（灰色鰭足鴫、学名：Phalaropus fulicarius）は、鳥綱チドリ目ヒレアシシギ科（シギ科に含める説もあり）ヒレアシシギ属に分類される鳥。ヒレアシシギ属の模式属。

## 分布
アフリカ大陸、北アメリカ大陸、南アメリカ大陸、ユーラシア大陸、キューバ、日本、フィリピン
北アメリカ大陸北部やユーラシア大陸北部の北極圏で繁殖し、冬季になるとアフリカ大陸や南アメリカ大陸等で越冬する。日本には渡りの途中に飛来する（旅鳥）が、沖合上を通過するものが多く目にする機会は少ない。東北地方以北では、夏にも少数観察される。

## 形態
全長22cm。側頭部の羽毛は白い。嘴は黄色でやや細く、先端が黒い。
夏羽は顔前面から後頸部にかけては黒く、顔は白い。背からの体の上面は黒褐色で、腹面の羽毛は赤い。オスはメスに比べて全体に羽色が淡くなっている他、腹面に白い斑紋が入る。冬羽は背面の羽毛が灰色で頭部が白く、嘴から眼を通り側頭部にかけて筋模様（過眼線）が入る。風切と過眼線は黒い。和名は冬羽の色に由来する。
足は淡い灰肉色で、第2-4趾の縁には鰭が発達している。属小名のfulicariusはクイナ科のオオバンを指し、足の構造がオオバンと似ていることからつけられた。

## 生態
海洋や河川、湖、池沼等に生息する。非繁殖期は主に海洋で生活する。鳴き声は日本語圏では、「ピーピー」と聞こえる。
食性は動物食で、昆虫類、節足動物、甲殻類等を食べる。
繁殖形態は卵生。繁殖期は6月下旬から7月下旬。一妻多夫である。ツンドラ地帯の水辺の草原等に枯れ草や地衣類を敷いてオスが営巣し、メスはそこに産卵した後すぐに巣を離れ他のオスと番いを作る。一度に3-6個（普通4個）黄褐色の地に黒褐色の染みがある卵を産み、抱卵日数は18-20日である。オスが抱卵・育雛する。雛は早成性で、孵化後すぐに巣から離れ18-20日で独立する。

## 画像

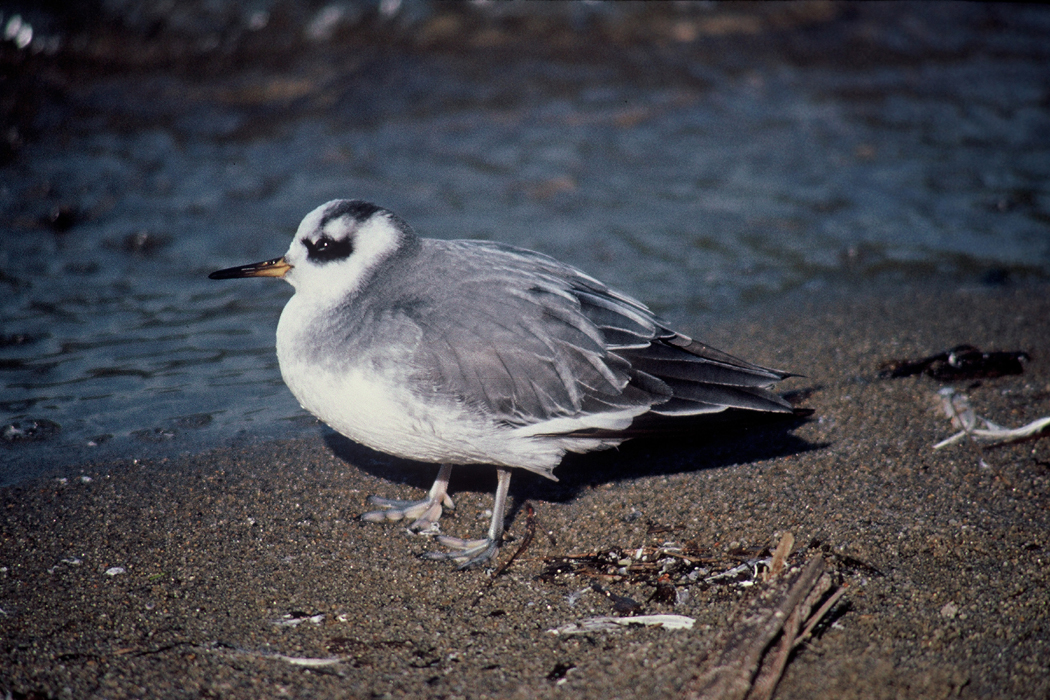
冬羽
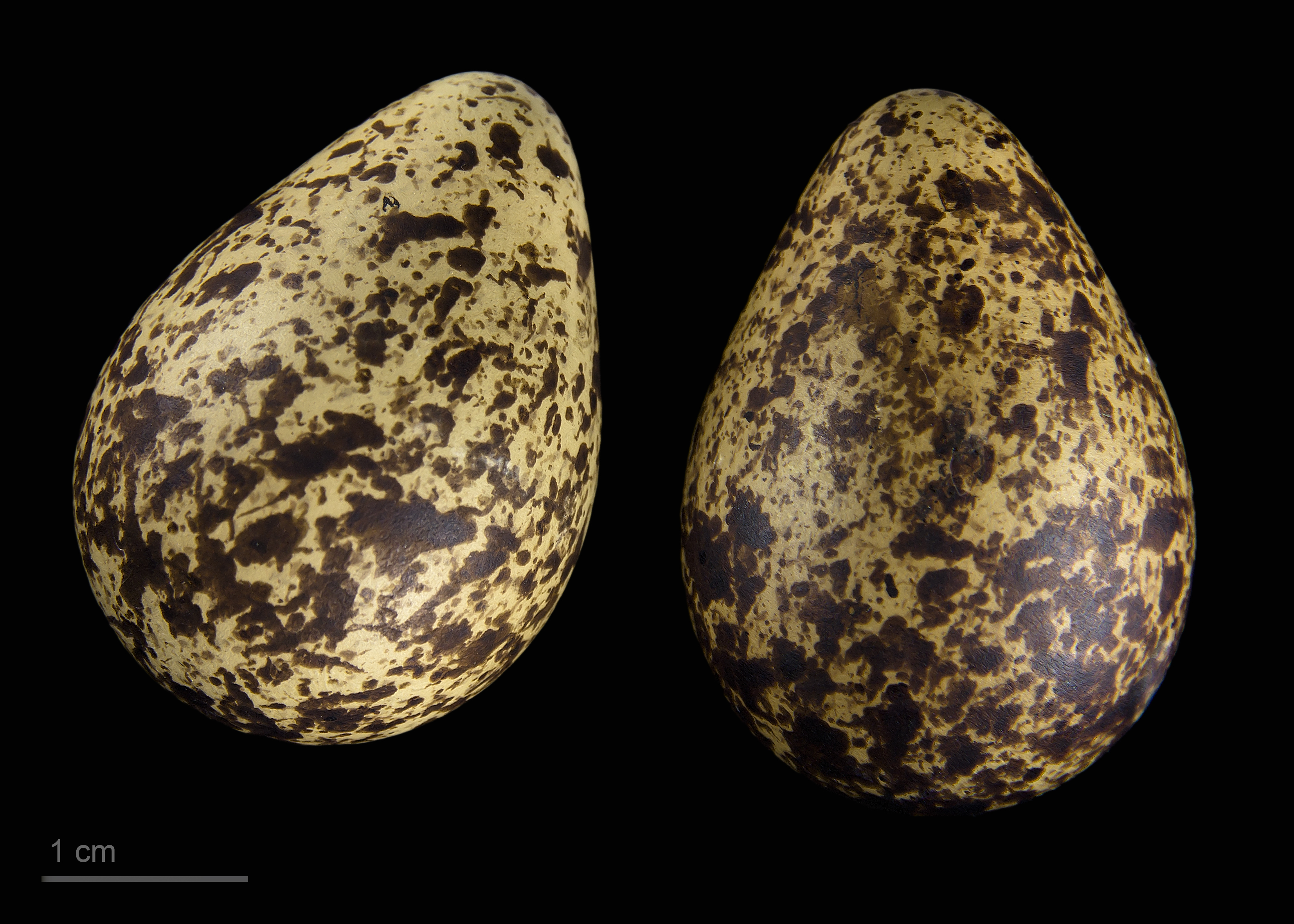
Museum specimen